# Lo Spluga (Bazzi)
Il Lo Spluga è un dipinto del pittore italiano, olio su tavola, di Carlo Bazzi realizzato nel 1892 che raffigura il passo del monte Spluga. Bazzi è noto per i suoi paesaggi dedicati alle montagne. Il dipinto è conservato nella collezione banca Intesa Sanpaolo Gallerie d'Italia di Milano.